# Ильинский, Михаил Сергеевич
Михаил Сергеевич Ильинский (?—1865) — генерал-лейтенант, начальник Владикавказского военного округа, Херсонский и Бессарабский губернатор, участник Кавказских походов.

## Биография
Происходил из дворян Обоянского уезда Курской губернии. В военную службу вступил юнкером в 1818 году, служил в Рижском драгунском полку. 4 апреля 1819 года произведён в прапорщики, а в 1824 году назначен полковым адъютантом.
В 1831 году принял участие в подавлении восстания в Польше и был произведён в майоры; в следующем году переведён в Казанский драгунский полк. 21 сентября 1834 года произведён в подполковники. С 1839 года командовал Малороссийским казачьим № 2 полком (этот полк вскоре был переименован во Владикавказский казачий полк). 19 апреля 1842 года произведён в полковники. В 1846 году назначен командиром 7-й бригады Кавказского линейного казачьего войска, отличился в боях против Шамиля в Чечне и Дагестане, за что ему был пожалован орден Св. Владимира 3-й степени. 27 сентября 1846 года за отличия в боях с горцами во время рубки Гойтинского и Гехинского леса он получил золотую саблю с надписью «За храбрость».
6 декабря 1848 года произведён в генерал-майоры с назначением начальником Владикавказского военного округа и зачислением по кавалерии.
С 7 ноября 1851 по 15 июля 1854 года был Херсонским губернатором, затем по 10 ноября 1857 года был Бессарабским военным губернатором и далее числился в запасных войсках. В 1861—1865 годах занимал должность окружного генерала 10-го округа Отдельного корпуса внутренней стражи, затем вновь числился по запасным войскам. 21 апреля 1865 года произведён в генерал-лейтенанты.
Скончался 27 апреля 1865 года

## Награды
Среди прочих наград Ильинский имел следующие:
- Орден Святого Владимира 4-й степени с бантом (1831 год)
- Польский знак отличия за военное достоинство (Virtuti Militari) 3-й степени (1831 год)
- Орден Святого Станислава 2-й степени (1832 год)
- Орден Святой Анны 2-й степени (1837 год)
- Орден Святого Георгия IV класса, за беспорочную выслугу 25 лет в офицерских чинах (3 декабря 1842 года, № 6710 по кавалерскому списку Григоровича — Степанова)
- Орден Святого Владимира 3-й степени (1846 год)
- Золотая сабля с надписью «За храбрость» (27 сентября 1846 года)
- Орден Святого Станислава 1-й степени (1849 год)
- Орден Святой Анны 1-й степени (1851 год, императорская корона к этому ордену пожалована в 1855 году)
- Орден Святого Владимира 2-й степени с мечами (1863 год)
- Турецкий орден Меджидие 1-й степени (1858 год)